# Castillo de Castelldefels

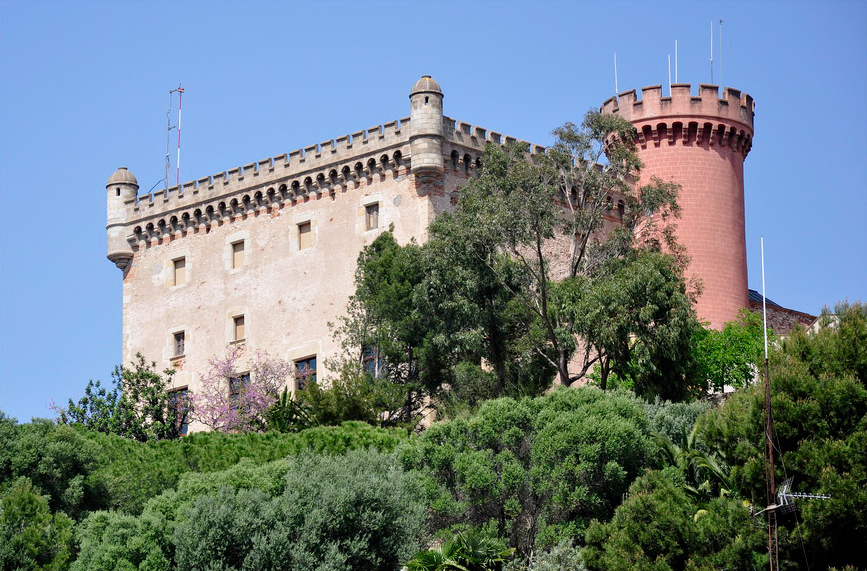

Castillo de Castelldefels är ett slott i Spanien.   Det ligger i provinsen Província de Barcelona och regionen Katalonien, i den östra delen av landet, 500 km öster om huvudstaden Madrid. Castillo de Castelldefels ligger 50 meter över havet.
Terrängen runt Castillo de Castelldefels är kuperad åt nordväst, men åt sydost är den platt. Havet är nära Castillo de Castelldefels söderut.  Närmaste större samhälle är Barcelona, 19,0 km nordost om Castillo de Castelldefels. Runt Castillo de Castelldefels är det i huvudsak tätbebyggt.